# Tiny Core Linux
Tiny Core Linux – jedna z najmniejszych dystrybucji Linuksa typu Live CD na świecie.
Obraz ISO dystrybucji zajmuje 24 MB .
W podstawowej wersji zawiera interfejs graficzny, obsługę sieci przewodowej oraz podstawowych poleceń Linuksa. Dzięki temu, że system plików znajduje się w pamięci RAM (lub w postaci skompresowanych pakietów na nośniku danych), programy uruchamiają się szybciej. Jego możliwości można rozszerzyć dzięki pakietom ściąganym z repozytorium poprzez graficzny lub tekstowy menedżer.  
Pomysłodawcą i współtwórcą dystrybucji jest Robert Shingledecker, jeden ze współautorów dystrybucji Damn Small Linux.

## Filozofia
Wykorzystanie technologi LiveCD zapobiega gniciu systemu, objawiajacemu się spowolnieniu systemu przez coraz większą ilość plików. Dzięki temu za każdym razem uzyskujemy świeżą wersję systemu. Instalacja TCL jest szybsza niż w przypadku standatdowej dystrybucji. Nie  trzeba tworzyć nowych partycji, wystarczy partycja fat32.  Instalacja jest bardziej odporna na błędne sektory lub uszkodzenie systemu plików. Rozruch systemu jest szybszy dzięki optymalizacji skryptów startowych.
Idea jaka przyświecała autorowi dystrybucji polega na ograniczeniu kosztów poprzez wykorzystanie komputerów bez dysku twardego. System może być bootowany z dyskietki, CD-ROMu, sieci PXE, niewielkiej pamięci flash, która jest tańsza niż dysk twardy. Wiele komputerów może korzystać z jednego dysku twardego umieszczonego na serwerze w sieci lokalnej, co ogranicza koszty.
Dzięki wykorzystaniu wielu rozwiazań, ograniczono liczbę zapisów w pamięci flash, co wydłuża jej żywotność.
Ponieważ większość plików jest przechowywana w pamięci RAM, czas dostępu do plików jest szybszy niż przechowywanych na dysku twardym, co polepsza wydajność całego komputera. Również prawdopodobienstwo awari ruchomych części dysku twardego jest większe niż pamięci flash, co wydłuża żywotność systemu komputerowego.
Dystrybucja nadal wspiera procesory 32 bitowe, pomimo iż inne dystrybucje zakończyły wsparcie tej architektury
.

## Odmiany
- Core (x86) – tylko środowisko tekstowe
- TinyCore (x86) – środowisko graficzne
- CorePure64 (x86_64) – środowisko tekstowe, tylko 64-bitowe biblioteki, nie wspiera multilib
- TinyCorePure64 (x86_64) – środowisko graficzne, tylko 64-bitowe biblioteki, nie wspiera multilib
- CorePlus (x86) – środowisko graficzne, sterowniki bezprzewodowe, wielojęzyczne układy klawiatur, oraz wiele menedżerów okien do wyboru
- piCore - AArch32 (armv6, armv7, armv7l) - środowisko tekstowe dla Raspberry Pi
- piCore64 - AArch64 (armv8) – środowisko tekstowe dla Raspberry Pi
- dCore (x86, x86_64, armv7, armv7hf) – odmiana zgodna z pakietami deb (Debian i Ubuntu) zawiera konwerter pakietow do formatu sce)

### Raspberry Pi
Począwszy od wersji 5.x wydanej w 2013 roku, Tiny Core Linux dostępny jest na poniższe modele Raspberry Pi:
| premiera | model                           | chip           | litografia | architektura       |
| -------- | ------------------------------- | -------------- | ---------- | ------------------ |
| 2012     | Raspberry Pi                    | BCM2835        | 40 nm      | ARMv6              |
| 2014     | Raspberry Pi Compute Module 1   | BCM2835        | 40 nm      | ARMv6              |
| 2015     | Raspberry Pi 2                  | BCM2836 / 7    | 40 nm      | ARMv6/ARMv7        |
| 2015     | Raspberry Pi 2 Model B Rev. 1.2 | BCM2836 / 7    | 40 nm      | ARMv6/ARMv7/ARMv8  |
| 2015     | Raspberry Pi Zero               | BCM2835        | 40 nm      | ARMv6              |
| 2016     | Raspberry Pi 3                  | BCM2837A0 / B0 | 40 nm      | ARMv6/ARMv7/ARMV8  |
| 2017     | Raspberry Pi Compute Module 3   | BCM2837B0      | 40 nm      | ARMv6/ARMv7/ARMv8  |
| 2019     | Raspberry Pi 4                  | BCM2711B0 / C0 | 28 nm      | ARMv6/ARMv7l/ARMv8 |
| 2020     | Raspberry Pi Compute Module 4   | BCM2711        | 28 nm      | ARMv6/ARMv7l/ARMv8 |
| 2020     | Raspberry Pi 400                | BCM2711        | 28 nm      | ARMv6/ARMv7l/ARMv8 |
| 2021     | Raspberry Pi Zero 2             | BCM2710A1      | 40 nm      | ARMv6/ARMv7/ARMv8  |
| 2023     | Raspberry Pi 5                  | BCM2712        | 16 nm      | ARMv6/ARMv7/ARMv8  |

### Zawartość
Wersja 16.x
- Linux kernel 6.12.11
- Xvesa – X serwer (tylko wersja 32-bitowa)
- Xfbdev - X serwer (obsługuje większość kart graficznych)
- Xorg - X serwer
- Wayland - X serwer (tylko wersja 64-bitowa)
- FLWM – domyślny menedżer okien
- Wbar – graficzne menu ikon
- BusyBox – narzędzia linii komend
- aterm – terminal
- FLTK – biblioteki graficzne
- glibc – biblioteki standardowe
- udev – menedżer urządzeń
- cron – demon zaplanowanych zadań
- appbrowser – graficzny menedżer pakietów
- tce – tekstowy menedżer pakietów
- podstawowe czcionki bitmapowe
- serwer plików TFTP
- klient protokołu DHCP

### Pakiety
Istnieją dwa rodzaje pakietów:
- TCE – cała zawartość zostaje skopiowana do pamięci RAM;
- TCZ – zawartość po zamontowaniu jest dowiązana symbolicznie, a do pamięci RAM kopiowane są tylko te pliki, które w danym momencie są potrzebne, w odróżnieniu od pakietów tce można je odmontować, zwalniając tym samym miejsce w pamięci RAM.

Wraz z pojawieniem się wersji 2.4 zmianie uległ sposób ładowania pakietów. W wersji 2.4 zrezygnowano z pakietów TCE. Dostępne są tylko pakiety TCZ, które można rozpakować w całości do RAMu (funkcja Install) lub zamontować (funkcja Mount). Zamontowane pakiety zajmują mniej miejsca w pamięci RAM i możliwe jest ich odmontowanie, czyli usunięcie z pamięci RAM. Użytkownicy starszych wersji nadal mogą korzystać z obu rodzajów pakietów, jednak pakiety TCE nie będą już aktualizowane.
W wersji 2.7 usunięto funkcję Install umożliwiającą rozpakowanie pakietów TCZ do pamięci RAM. Zmieniono również funkcję Download Only (służącą do ściągania pakietów bez montowania ich) na funkcję OnDemand (pakiety opcjonalne). Dzięki temu można w razie potrzeby w prosty sposób zainstalować pakiety (korzystając z menu flwm). Opcja ta skraca czas uruchamiania systemu.
W wersji 2.10 wprowadzono rekurencyjny system zależności pakietów co skutkuje tym, iż użytkownicy wcześniejszych wersji mogą mieć kłopoty z poprawnym działaniem menedżera pakietów.

### Koncepcje instalacji
Począwszy od wersji 1.4 do wersji 2.4 dystrybucja umożliwia cztery rodzaje instalacji:
- Cloud lub Internet mode – używa wbudowanego graficznego menedżera pakietów, aby rozszerzyć możliwości systemu przechowując w pamięci RAM dodatkowe pakiety tylko do momentu następnego uruchomienia (CD-ROM, brak nośnika zapisywalnego)

- PPR/TCZ – Persistent Personal Repository – skompresowane pakiety TCZ leżą na nośniku danych, są dowiązane symbolicznie i wypakowywane, dopiero gdy zachodzi taka potrzeba (pendrive, małe dyski twarde)

- PPR/TCE – Persistent Personal Repository skompresowane pakiety TCE, rezydują na nośniku danych i są w całości wypakowywane do RAMu podczas uruchamiania systemu (pendrive, małe dyski twarde)

- PPI/TCE – Persistent Personal Installation – wszystkie programy są instalowane na dysku twardym, tak jak w przypadku standardowych dystrybucji

### Ładowanie za pomocą Internetu
Dystrybucję (tylko microcore x86 i x64) można załadować za pomocą iPXE dzięki projektowi netboot.xyz.

### Wymagania systemowe
- minimalne: 486DX, 28 MB (wersja Core powyżej 1.x), 32 MB RAM (wersja TC 1.x) lub 48 MB RAM (wersje TC powyżej 1.x) lub 64 MB RAM (CorePure64 10.x)
- rekomendowane: Pentium 2, 128 MB RAM, plik wymiany[11]
- optymalne:

Aby uruchomić najnowszą wersję przeglądarki internetowej wymagany jest 32 bitowy procesor SSE2 i co najmniej 2 GB RAM (bez pliku wymiany), aby komfortowo korzystać z przeglądania stron. 

### Historia najważniejszych wydań
| Wersja | Gałąź     | kernel   | Data publikacji |
| ------ | --------- | -------- | --------------- |
| 1.4.3  | stabilna  | 2.6.26   | 2009-05-25      |
| 2.11   | stabilna  | 2.6.29.1 | 2010-05-02      |
| 3.8.4  | stabilna  | 2.6.33.3 | 2011-09-01      |
| 4.7.7  | stabilna  | 3.0.21   | 2013-05-10      |
| 5.4    | stabilna  | 3.8.10   | 2014-09-10      |
| 6.4.1  | stabilna  | 3.16.6   | 2015-11-04      |
| 7.2    | stabilna  | 4.2.9    | 2016-07-05      |
| 8.2    | stabilna  | 4.8.18   | 2017-09-23      |
| 9.0    | stabilna  | 4.14.10  | 2018-02-26      |
| 10.1   | stabilna  | 4.19.10  | 2019-06-11      |
| 11.0   | stabilna  | 5.4.3    | 2020-02-09      |
| 11.1   | stabilna  | 5.4.3    | 2020-04-01      |
| 12.0   | stabilna  | 5.10.3   | 2021-02-17      |
| 13.0   | stabilna  | 5.15.10  | 2022-01-31      |
| 13.1   | stabilna  | 5.15.10  | 2022-05-08      |
| 14.0   | stabilna  | 6.1.1    | 2023-04-12      |
| 15.0   | stabilna  | 6.6.8    | 2024-02-22      |
| 16.0   | najnowsza | 6.12.11  | 2025-03-31      |